# Desaparición de Claudia Lawrence
Claudia Elizabeth Lawrence (Malton, Yorkshire del Norte; 27 de febrero de 1974) es una mujer inglesa cuyo rastro se perdió el 18 de marzo de 2009. En el momento de su desaparición trabajaba como cocinera en el Goodricke College de la Universidad de York. Aunque la policía ha tratado el caso de Lawrence como el de un asesinato, con varias personas detenidas pero posteriormente puestas en libertad, su destino no está claro.

## Trasfondo
Claudia Lawrence nació en Malton, una pequeña localidad situada en el condado de Yorkshire del Norte, en Inglaterra, en 1974. Pasó sus primeros años de vida con su padre Peter (fallecido en 2021), su madre Joan y su hermana mayor Ali. El padre de Lawrence era un próspero abogado. Su madre fue miembro del Consejo Municipal de Malton y ejerció un mandato como alcaldesa de la ciudad.

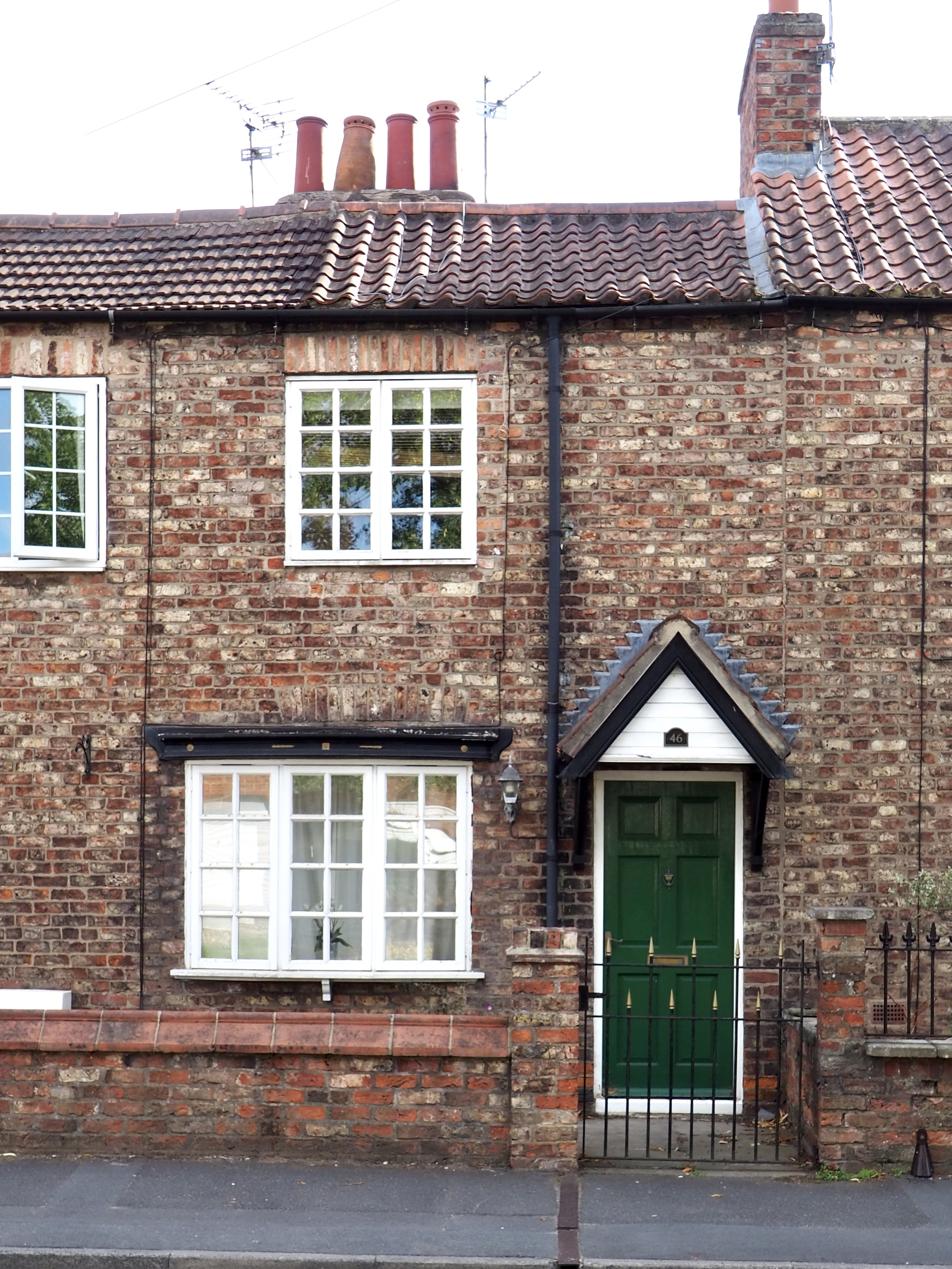
La casa de Claudia Lawrence en Heworth.

Lawrence disfrutó de una infancia acomodada y recibió educación privada en el York College for Girls. Más tarde asistió a una escuela de hostelería local y obtuvo el título de chef. Al principio trabajó en varios hoteles y restaurantes de York, pero se cansó de los horarios intempestivos. En 2006 encontró empleo en el Goodricke College de la Universidad de York, donde trabajó como cocinera en la cantina del campus principal de la universidad. En 2007 compró un chalé adosado en Heworth, un barrio de las afueras de York situado a unos cinco kilómetros de su lugar de trabajo. Su jefe la consideraba puntual y fiable.
Lawrence permaneció soltera durante toda su vida y disfrutó de una vida social muy sociable. Según los informes, mantuvo una serie de relaciones a corto plazo, a menudo simultáneas; se dice que mantuvo varias "relaciones sexuales encubiertas" con hombres, algunos de los cuales estaban casados o tenían pareja. Era discreta al respecto y su familia sabía poco de sus relaciones con hombres. Este aspecto de su estilo de vida provocaría posteriormente algunas especulaciones en los medios de comunicación y también influiría en la investigación policial de su desaparición. Tras mudarse a Heworth en 2007, Lawrence solía pasar las tardes en el pub The Nag's Head, cercano a su casa. "Lawrence inició relaciones con varios hombres a los que conoció mientras bebía en el pub, y su padre admitió que esos escarceos habían creado 'situaciones incómodas' con las parejas de sus amantes".
Lawrence había pasado varias vacaciones en Chipre, donde se cree que había explorado oportunidades de trabajo.

## Desaparición

### Último paradero conocido
A las 6 de la mañana del miércoles 18 de marzo de 2009, Lawrence comenzó su turno en el Roger Kirk Centre del Goodricke College. Terminó su turno a las 14 horas y fue grabada por las cámaras de seguridad abandonando el colegio a pie unos minutos más tarde. Una hora más tarde era recogida por las cámaras de seguridad al pasar por una tienda de Melrosegate, cerca de su casa, y fue vista por un vecino. Durante la noche, Lawrence habló con su padre y su madre por teléfono móvil. Su madre describió el estado de ánimo de Lawrence como normal y relajado. Las dos mujeres hablaron de la celebración del próximo Día de la Madre. Lawrence dijo a su madre que estaba en casa y que pensaba retirarse pronto, ya que al día siguiente tendría que levantarse antes de las 5 de la mañana para ir andando al trabajo, ya que su coche estaba en reparación. Envió un último mensaje de texto desde su teléfono móvil a las 20:23 horas y recibió un último mensaje de texto a las 21:12 horas. A partir de ese momento se pierde el rastro de Lawrence.

### Denuncia de desaparición
El jueves 19 de marzo, Lawrence tenía que empezar a trabajar a las 6 de la mañana. No se presentó. Su jefe la llamó a su teléfono móvil, pero aunque el teléfono sonó, la llamada se desvió al buzón de voz. El jefe no tomó ninguna otra medida. Lawrence había quedado previamente con su amiga Suzy Cooper en The Nag's Head esa noche. Cooper acudió a la cita, pero Lawrence no. Cooper intentó entonces ponerse en contacto con Lawrence por teléfono. Lawrence era normalmente una usuaria prolífica de su móvil, un Samsung SGH-D900, por lo que Cooper se sorprendió cuando fue incapaz de atraer una respuesta. Cooper volvió a intentar ponerse en contacto con Lawrence la mañana del viernes 20 de marzo, pero de nuevo sin éxito. En ese momento Cooper se alarmó y se puso en contacto con conocidos comunes, entre ellos George Forman, propietario de The Nag's Head, para obtener información sobre su posible paradero.
El 20 de marzo, Cooper telefoneó a Peter, el padre de Claudia, para informarle de la situación. Peter telefoneó al director de su hija en el Goodricke College y le dijeron que no se había presentado a trabajar ni el 19 ni el 20 de marzo. Peter entró entonces en casa de Claudia utilizando su propia llave en compañía de George Forman. Los dos hombres encontraron la casa en un estado ordenado. La cama estaba hecha y había platos sin lavar en el fregadero de la cocina, lo que sugería que había desayunado. El bolso de Lawrence, que contenía su cartera, tarjetas bancarias y pasaporte, estaba en la casa. Los únicos objetos significativos que faltaban eran su teléfono móvil, unas planchas para el pelo y una mochila que solía utilizar para llevar y traer su ropa blanca de cocinera. Todo parecía indicar que Lawrence había salido de casa normalmente para ir a trabajar hacia las 5 de la mañana del 19 de marzo, pero nunca llegó.
Se contactó con la Policía de North Yorkshire (NYP) hacia las 14 horas del 20 de marzo para denunciar la desaparición de Lawrence. Los agentes de policía se reunieron con el padre de Lawrence en su casa más tarde ese mismo día. En un principio, la NYP tardó en actuar porque Lawrence no era una persona vulnerable y no había pruebas evidentes de violencia. Consideraron probable que hubiera decidido ausentarse y que reaparecería al cabo de unos días. Sin embargo, los agentes del NYP comprobaron su ruta al trabajo y enviaron una petición pública de información. La familia de Lawrence insistió cada vez más en que debía haber sido secuestrada. Al cabo de cinco semanas, se elevó la investigación de desaparición a presunto asesinato.

## Investigación

### Investigación original
La investigación original del caso encargada por la NVP consideró varios escenarios:
- Que Lawrence se había marchado con un nuevo amante o para aceptar un nuevo trabajo o simplemente para tomarse un descanso. Sin embargo, con el paso del tiempo la familia de Lawrence insistió cada vez más en que ella se habría puesto en contacto con ellos si hubiera podido hacerlo. Finalmente se descartó esta posibilidad.[10]
- Que Lawrence hubiera sufrido un accidente o una urgencia médica de camino al trabajo. El trayecto entre su domicilio y el lugar de trabajo se comprobó en un primer momento y no se encontró ningún rastro de ella. Esta posibilidad se descartó rápidamente.
- Que Lawrence había sido víctima de un encuentro fortuito con un asesino en serie u otro individuo enloquecido. En los días previos a la desaparición de Lawrence se recibieron informes de que varias personas se comportaban de forma extraña en la zona de Heworth. Estos informes se investigaron, pero sin resultado concluyente. También se consideraron casos de asesinos en serie conocidos que podrían haber estado activos en la zona, pero se descartaron.[11]
- Que Lawrence había sido víctima de una persona conocida. Los criminólogos sospechan que Lawrence conocía a su agresor y sospechan que su vida personal contiene la clave de su desaparición.[12]

Una prueba decisiva fue que el teléfono móvil de Lawrence permaneció encendido hasta las 12:10 horas del 19 de marzo, momento en que fue apagado deliberadamente. Se determinó que el teléfono había estado conectado a un mástil en la zona de Heworth, en York, durante toda la mañana del 19 de marzo y hasta el momento en que fue apagado. Esto indica que el propio teléfono no salió de la zona. La única cámara de CCTV en la ruta más directa de Lawrence al trabajo estaba en la oficina de correos de Melrosegate, y la grabación de la mañana del 19 de marzo no mostraba a Lawrence pasando, aunque esto no es crítico ya que podría haber pasado fuera de la vista de la cámara o haber utilizado una calle paralela.
La organización benéfica independiente Crimestoppers ofreció una recompensa de 10 000 libras a quien proporcionara información que condujera a la detención y condena de cualquier persona relacionada con la desaparición. John Sentamu, arzobispo de York, hizo un llamamiento pidiendo ayuda. A principios de junio de 2009, una reconstrucción de los últimos movimientos conocidos de Lawrence apareció en un llamamiento del programa Crimewatch de la BBC One. También en junio, 100 días después de la desaparición de su hija, Peter Lawrence lanzó un llamamiento en YouTube pidiendo información. A finales de agosto de 2009, el NYP y la familia Lawrence aprovecharon la regata anual de Whitby, en North Yorkshire, para dar publicidad a la campaña.
En septiembre de 2009, la NYP reveló que la búsqueda de Lawrence se había ampliado a Chipre. El detective superintendente Ray Galloway declaró que Lawrence "conocía a varias personas que vivían en la isla" y que podría haber "recibido ofertas de trabajo" mientras estaba allí. Galloway también declaró que algunas personas que habían sido entrevistadas se habían mostrado "reacias y poco sinceras" al hablar con ellas, y que se había enviado un equipo de agentes a Chipre para entrevistar a las personas que Lawrence conoció allí. Se informó de que el último mensaje de texto recibido por Lawrence era de un hombre que estaba en la isla.
Más tarde, en septiembre, los detectives realizaron un registro en una zona del campus de la Universidad de York. En octubre, la NYP que estaban buscando al conductor de una "furgoneta blanca oxidada" que había sido visto intentando hablar con mujeres en el trayecto de Lawrence al trabajo en los días previos a su desaparición. El 24 de marzo de 2010, la policía comenzó a registrar zonas de Heslington, en York, basándose en nueva información recibida "en los últimos días". El 24 de marzo se registró un terreno cercano a una zona de juegos infantiles, cerca de un camino agrícola embarrado, y el 25 de marzo la búsqueda se trasladó a un campo cercano a la universidad, una zona de terreno que limita con un campo de juegos y un alojamiento para estudiantes. No se descubrió nada significativo. Más tarde se consideró que la búsqueda en Heslington había sido provocada por información falsa.
Galloway indicó que la explicación probable de la desaparición de Lawrence residía en su estilo de vida, principalmente en la "complejidad y misterio" de sus relaciones con los hombres. La investigación se centró en la construcción de una "galería de pícaros" de los hombres con los que se había relacionado. Un periodista de Sky News declaró: "Al parecer, Claudia vivió una parte importante de su vida en secreto. Para ser la hija de un abogado rural con estudios privados, Claudia tenía algunos conocidos inusuales y éste sigue siendo el único caso de persona desaparecida en el que me han advertido o amenazado, no una sino dos veces". La conclusión general que surgió de la investigación original fue que Lawrence probablemente había sido secuestrada y asesinada poco después de salir de casa el 19 de marzo. Se consideró probable que su asesino fuera un hombre de la localidad conocido por ella.

### Revisión de la unidad de delitos graves de 2013
En junio de 2013, el NYP anunció la creación, por 300 000 libras, de una nueva Unidad de Delitos Graves (MCU, por sus siglas en inglés), creada para aliviar la carga de la labor policial cotidiana. Con sede en Harrogate, la MCU debía encargarse a partir de octubre de 2013 de delitos como la violación y el secuestro, y revisar los casos sin resolver. En julio de 2013, el NYP dijo que la unidad evaluaría varios casos "estancados" cuando se abriera en octubre, incluida la desaparición de Lawrence.
Posteriormente, la MCU evaluó el caso de Lawrence y llevó a cabo nuevos registros forenses en su casa de Heworth Road. Utilizando lo que se describió como "técnicas avanzadas no disponibles en 2009", la MCU encontró huellas dactilares adicionales y el ADN de un hombre en una colilla de cigarrillo en su coche. El trabajo realizado en torno a su teléfono móvil demostró, a partir de la actividad del sitio celular, que había pasado tiempo en la zona de Acomb de York en las semanas previas a su desaparición. En el quinto aniversario de la desaparición, se hizo un nuevo llamamiento en Crimewatch, que se emitió el 19 de marzo de 2014. Las imágenes de CCTV, recuperadas en 2009, mostraban un coche Ford Focus hatchback plateado, fabricado entre 1998 y 2004, circulando por Heworth Road. Las luces de freno del coche se encienden cuando se acerca a la altura de la casa de campo de Lawrence.
La nueva investigación, dirigida por el detective Dai Malyn, realizó varias detenciones. El 13 de mayo de 2014, un hombre de 59 años fue detenido por la NYP como sospechoso del asesinato de Lawrence. Vivía cerca de su casa y había sido compañero suyo en la Universidad de York. Al parecer, ambos mantenían una relación cordial y él la había llevado y traído a menudo en su coche. Se registraron la casa del sospechoso en York y la casa de su madre en North Shields, Tyneside. Fue puesto en libertad bajo fianza policial al día siguiente y luego liberado de su fianza sin cargos en noviembre de ese año.
En julio de 2014, la NYP detuvo a Paul Harris, el propietario del pub The Acomb (luego rebautizado como The Clockhouse) en York bajo sospecha de pervertir el curso de la justicia. Harris fue puesto rápidamente en libertad sin cargos. Se quejó de que la policía había excavado una parte del sótano de su pub. Harris declaró que Lawrence había sido cliente de su bar en las semanas anteriores a su desaparición y que había hablado con ella, pero afirmó que esa era su única relación con ella. Pero todos los implicados fueron puestos en libertad y ninguno fue acusado.

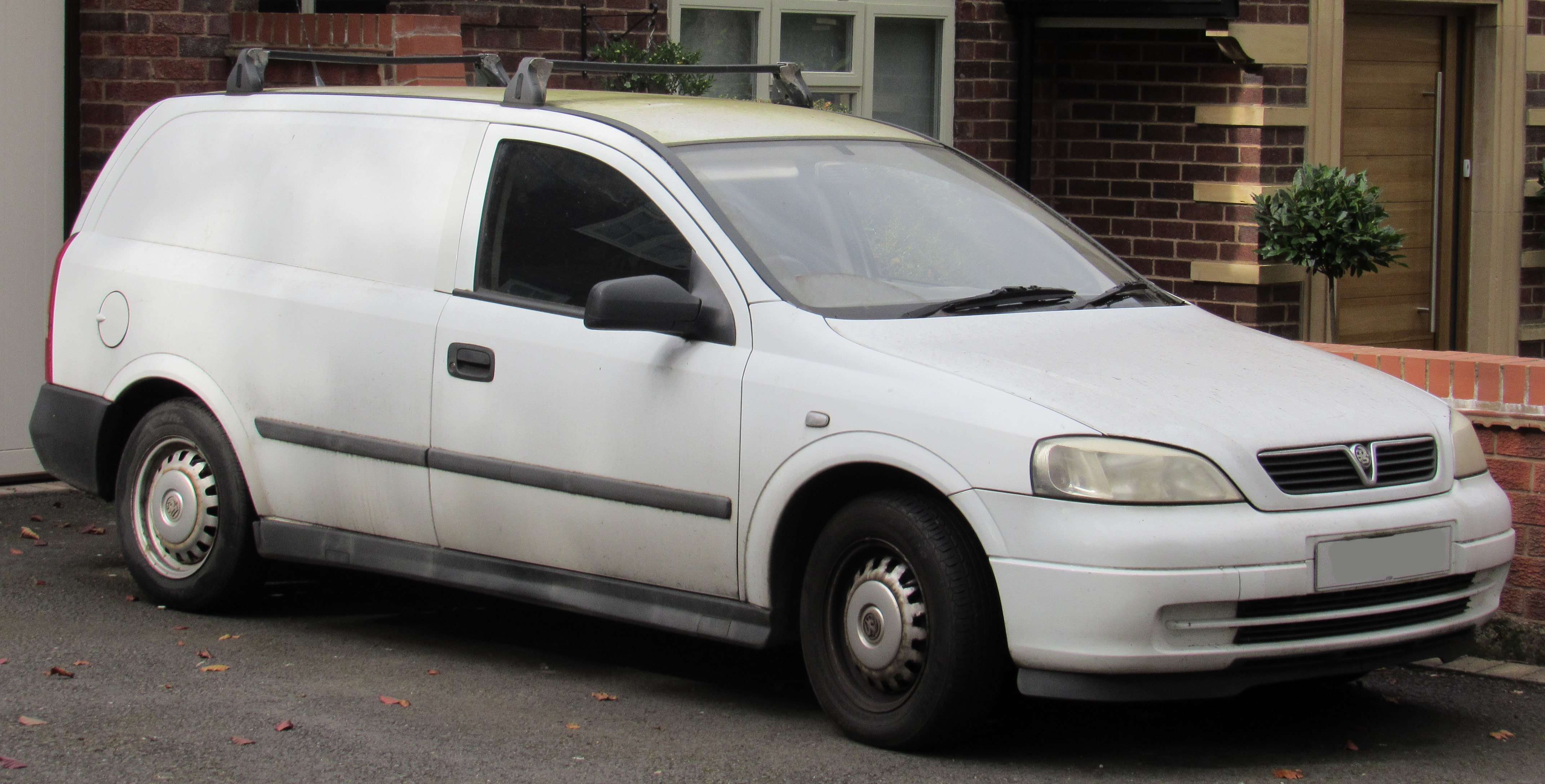
Modelo van del Vauxhall Astra de segunda generación, similar al no identificado estacionado fuera de la casa de Claudia la noche de su desaparición.

El 8 de marzo de 2016, la Fiscalía de la Corona se negó a seguir adelante con un caso presentado por el NYP contra cuatro hombres que habían sido detenidos como sospechosos de asesinato, alegando falta de pruebas. Los sospechosos habían sido clientes habituales de The Nag's Head. Todos ellos negaron cualquier implicación en la desaparición de Lawrence. La Fiscalía de York se quejó de la falta de cooperación de los testigos.

### Otras investigaciones
En agosto y septiembre de 2021, la policía encargada del caso Lawrence registró las graveras de Sand Hutton, una zona boscosa situada a unos 13 km al noreste del centro de la ciudad de York. Al parecer, el registro se debió a la aparición de nuevas pruebas, aunque la policía no quiso especificar de qué se trataba. El terreno se había utilizado como estanques de pesca desde 1969. La policía drenó uno de los lagos del lugar para poder examinar con los dedos el lecho del lago. En el registro se utilizaron equipos de radar de penetración en el suelo y perros rastreadores de cadáveres. Al final del registro, el detective Wayne Fox, investigador principal del caso Lawrence, declaró que no se había encontrado nada significativo.

### Presuntos vínculos con otros casos
En su libro de 2017, Catching a Serial Killer: My hunt for murderer Christopher Halliwell. el autor Stephen Fulcher, el principal agente investigador del asesinato de Sian O'Callaghan, sugirió que hay similitudes entre los casos de Lawrence y O'Callaghan. O'Callaghan salió de un club nocturno de Swindon cerca de las 3 de la madrugada y comenzó la caminata de 20 minutos hasta su casa. Un taxi con licencia conducido por Halliwell se detuvo junto a ella y se ofreció a llevarla a su casa. Parece que aceptó la oferta. En lugar de llevar a O'Callaghan a su casa, Halliwell la condujo a un lugar apartado donde la asesinó. 
Cabe destacar que O'Callaghan fue asesinada por Halliwell el 19 de marzo de 2011 y su cuerpo fue ocultado. Aunque solo ha sido condenado por dos asesinatos, Halliwell ha sido vinculado a muchos otros delitos violentos contra mujeres que incluyen agresiones, violaciones, desapariciones y asesinatos. La fecha del 19 de marzo figura en varios de estos casos y se cree que esta fecha tenía algún significado para Halliwell. Uno de estos casos es la desaparición de la profesora de Swindon Linda Razzell el 19 de marzo de 2002 mientras se dirigía a su trabajo.
Sin embargo, el marido de Razzell fue condenado por su asesinato y su familia ha declarado que no tienen ninguna duda sobre su culpabilidad y condena. En 2018, la organización de gran prestigio especializada en errores judiciales, Inside Justice, investigó el caso Razzell (y los supuestos vínculos con Halliwell) como parte de un documental de la BBC, Conviction, pero llegó a la conclusión de que la condena era segura y declaró que no había nada que vinculara a Halliwell con el crimen más que especulaciones.
En 2009 Halliwell vivía en Swindon (Wiltshire), el lugar donde se cometieron los dos asesinatos por los que fue condenado. En su libro, Stephen Fulcher afirmó que Halliwell tenía vínculos con Yorkshire porque su padre vivía allí; sin embargo, su padre vivía en Huddersfield, a cierta distancia de York, y su padre había muerto varios años antes de la desaparición de Lawrence. Tanto la Policía de North Yorkshire como la Policía de Wiltshire han declarado que no hay pruebas directas que vinculen a Halliwell con el caso Lawrence, y la Policía de Wiltshire ha revelado que tiene pruebas de circuito cerrado de televisión de Halliwell comprando gasolina en una gasolinera de Swindon la noche anterior a la desaparición de Lawrence. No obstante, algunos observadores creen que la atención prestada por la policía al estilo de vida y al círculo social de Lawrence puede haber sido errónea. En relación con la posible implicación de Halliwell, la madre de Lawrence declaró: "Puede que la policía no haya demostrado que tenga algo que ver con la desaparición de mi hija, pero tampoco lo ha refutado".

## Hechos posteriores. "Claudia's Law"
La desaparición de Lawrence causó dificultades derivadas de la incapacidad de su familia para gestionar sus activos y pasivos. En particular, no pudieron vender su casa, sobre la que seguían acumulándose cargas hipotecarias y de otro tipo. El padre de Lawrence, Peter, que era abogado, hizo campaña para que se modificara la ley con el fin de permitir el nombramiento de tutores para los asuntos de las personas desaparecidas. Esta campaña finalmente tuvo éxito con la aprobación de la Ley de Tutela (Personas Desaparecidas) de 2017, que se introdujo en el Parlamento como un proyecto de ley de diputados privados. El proyecto de ley, que entró en vigor en julio de 2019, permite a la familia de una persona desaparecida solicitar al tribunal la tutela de los bienes de esa persona 90 días después de la desaparición. La nueva ley pasó a conocerse popularmente como "Claudia's Law" o "Ley Claudia".